# 郭士魁
郭士魁（1915年—1981年），男，北京人，中国中医内科学家，曾任中国中医研究院西苑医院副院长，第五届全国政协委员。